# Municipio de Tomatlán (Jalisco)
El municipio de Tomatlán es uno de los 125 municipios en que se encuentra dividido el estado mexicano de Jalisco. Se ubica en el oeste del estado, dentro de la región Costa Sur.

## Toponimia

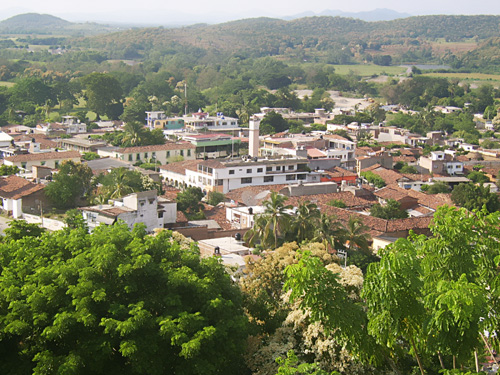
Tomatlán.

Tomatlán significa: "lugar de tomates" o "lugar junto a los tomates".
El tomate es una pequeña solanácea silvestre que existía abundantemente en esta región. Su fruto en forma de racimos, de sabor agridulce, se utiliza todavía para condimentar los alimentos

## Historia
Antes de la llegada de los conquistadores, la región estaba poblada por diversos grupos. El lunes santo de 1525, procedentes de El Tuito arribaron a Tomatlán los conquistadores. La víspera pernoctaron en un poblado del cacique, los recibieron con bailes y plumeríos. Llevaban coronas y escapularios, ya que formaban parte de la Provincia de los Coronados de El Tuito. Allí celebraron la Semana Santa y la Pascua. En el lugar que ocupaba el Cué, un adoratorio pagano, levantaron una iglesia de “pajarete” que bendijo fray Juan de Villa Diego, dedicándosela a San Antonio.
Bautizaron al pueblo y al río con el nombre de Pascua, siguiendo posteriormente a Colima. Así este pueblo quedó sometido por Francisco Cortés de San Buenaventura. La región fue muy habitada. Diseminados en ella hubo numerosos pueblos ocupando en la actualidad el lugar de algunos, pequeñas rancherías.
En 1541 esta región se sublevó y tuvo que acudir con su gente Pedro de Alvarado desde Santiago de Manzanillo dos veces para combatir a los insurrectos. De 1533 a 1574 fue dado en encomienda a Juan Fernández de Híjar con asiento en Villa de Purificación.
Por medio del pregón conoció el pueblo, en 1730, que soldados ingleses estaban desembarcando en la ensenada de Arcos y que la Justicia del Valle de Banderas carecía de soldados para hacer la defensa. Salieron en auxilio de aquel 50 soldados y 100 lugareños. Los comandaba el capitán Diego de Betancourt.
Al inicio de la Guerra de Independencia en el año de 1810, el Cura Miguel Hidalgo y Costilla envió a su sobrino Miguel el Lego Gallaga a que coordinara el movimiento en las costas de Colima, Jalisco y Nayarit.
En octubre de 1811 después del combate de Palo Blanco el Lego Gallaga, junto a Sandoval y Toral se retiró a Mascota y a la Costa por el rumbo del Valle de Banderas, donde se separó de ellos, llegando hasta Tomatlán. Gallaga se hizo de palabras con el Sandoval, entonces, uno de los que acompañaban a Sandoval hizo fuego sobre el Lego, que cayó gravemente herido. Enseguida Sandoval ordenó llevarlo a fusilar frente al Templo de Santo Santiago; Gallaga, puesto allí de rodillas, imploró la misericordia de Dios, se vendó el mismo los ojos con su pañuelo, y dio la voz de fuego cayendo muerto con dos balazos. Los indios que le eran muy afectos, recogieron su cadáver, lo llevaron al presbiterio de la parroquia, abrieron un sepulcro en que estaba enterrado un eclesiástico en un cajón del que lo sacaron, para después depositar ahí los restos de Gallaga, siendo este el trágico fin de este famoso lego, que tanto dio que hacer a las tropas de la Nueva Galicia.
Desde 1825 perteneció al 6.º Cantón de Autlán hasta 1878 en que pasa a depender del 10 cantón de Mascota. El decreto del 23 de septiembre de 1878 ya se refiere a Tomatlán como entidad municipal.

## Descripción geográfica

### Ubicación
Tomatlán se localiza al oeste del estado en las coordenadas 19°56′3″ de latitud norte y 105°14′8″ de longitud oeste; a una altitud de 50 metros sobre el nivel del mar.

### Límites municipales
Tiene límites administrativos con los siguientes municipios y/o accidentes geográficos, según su ubicación:
| Noroeste: Cabo Corrientes, Océano Pacífico | Norte: Cabo Corrientes, Talpa de Allende | Nordeste: Cuautla                |
| Oeste: Océano Pacífico                     |                                          | Este: Ayutla, Villa Purificación |
| Suroeste: Océano Pacífico                  | Sur: La Huerta, Villa Purificación       |                                  |

### Orografía
Su superficie está conformada por zonas accidentadas (42%), cerros y montañas que tienen alturas que van de los 200 a los 1,100 metros sobre el nivel del mar; zonas semiplanas (41%) en lomas y laderas con alturas desde los 125 a los 200 metros sobre el nivel del mar, y zonas planas (17%).
Suelos. La composición de los suelos es de tipos predominantes cambisol, ya se Eutrico o Crómico, Feozem Háplico y Regosol Eutrico; al norte de la población se encuentran pequeñas franjas de Acrisol Ortico.
El municipio tiene una superficie territorial de 265,750 hectáreas, de las cuales 44,224 son utilizadas con fines agrícolas, 112,400 en la actividad pecuaria, 108,220 son de uso forestal y 886 hectáreas son suelo urbano, no especificándose el uso de 20. En lo que a la propiedad se refiere una extensión de 124,669 hectáreas es privada y otra de 87,081 es ejidal; 54,000 hectáreas son propiedad comunal.

### Hidrografía
Este municipio pertenece a la cuenca Pacífico centro, subcuenca río Tomatlán. Sus principales corrientes son: río Llano Grande y los arroyos: Los Prietos, Coyula, La Quemada, El Salado, Las Ánimas, El Tule y otros de menor importancia. También forman parte de sus recursos hidrológicos, Las presas: Cajón de Peñas, El Cobano y San Juan, además de la Laguna del Tule.

### Clima
El clima es semiseco, con invierno y primavera secos, y cálido, sin cambio térmico invernal bien definido. La temperatura media anual es de 26.9 °C, con máxima de 34.1 °C y mínima de 19.6 °C. El régimen de lluvias se registra en el mes de octubre contando con una precipitación media de 892.2 milímetros. El promedio anual de días con heladas es de 33. Los vientos dominantes son en dirección del sur al norte.

### Localidades que integran el municipio
Barranca de California, Benito Juárez, Cacaluta, Campamento SAGAR, Campo Acosta, Cañada de Texas, Cimarronas, Corralito de Piloto, Coyula, Crucero al Realito, Crucero de Gargantillo, Crucero de la CONASUPO, Crucero del Habal, Crucero del Piloto, Crucero Presa Cajón de Peña, El Acautal, El Agua Caliente, El Aguacate, El Alejo, El Anono, El Aserradero del Reparo, El Avalito, El Cacao, El Caimán, El Carrizalillo, El Chicharrón, El Coco, El Corrido, El Criadero, El Crucero, El Divisadero, El Divisadero de la Cumbre, El Donocito, El Edén (El Chorro), El Gacho, El Guamúchil, El Guasimal, El Guayabillo, El Limón, El Mangal, El Mapache, El Nacastal, El Naranjo, El Nogal, El Ocotillo, El Palmarito, El Paraíso, El Platanar, El Portezuelo, El Porvenir, El Realito, El Recodo, El Remolino, El Rescate, El Rincón de los Robles, El Salitre, El Sube y Baja, El Taray, El Tigre, El Tule, El Zarco, Emiliano Zapata Yautepec (Agua Zarca), Guayacán, Hidalgo, Higuera Blanca, José María Morelos,
José María Pino Suárez, La Cruz de Loreto, La Cueva, La Cumbre, La Florida, La Fortuna, La Garita, La Gloria, Gargantillo, La Higuerita, La Lima, La Loma, La Mesa, La Palmera de Don Chayo, La Palomita, La Piedra Pintada, La Pintada, La Providencia, La Servilleta, La Sorpresa, La Taberna, La Trementina, La Villita, La Virgencita, Las Ánimas, Las Jarillas, Las Partidas, Las Pilitas, Las Porras,
Las Tunitas, Lázaro Cárdenas (La Nancy), Llano del Toro, Llano Grande, López Mateos, Los Ángeles, Los Atascaderos, Los Charcos, Los Cimientos, Los Cobertizos, Los Corralitos, Los Coyotes, Los Diques, Los Guayabitos, Los Horcones, Los Llanitos, Los Naranjos, Los Sauces, Los Tecomates, Los Terreros, Macuautitlán, Malobaco, Mariano Otero, Mismaloya, Modelo, Nuevo Nahuapa, Nuevo Santiago, Palmillas,  Palmira, Pando Grande, Paso del Guamúchil, Plan de Ayala, Pochotitán, Presa Cajón de Peña, Puentecillas, San Antonio, San Carlos Coacoyul, San Cayetano, San Francisco (Palo Blancal), San Ignacio (Juan Ignacio), San Isidro, San Miguel, San Rafael de los Moreno, Santa Alejandra, Santa Elena, Santa Gertrudis, Santa María, Sayulapa, Tejerías, Teocinte (Teocintle), Tequesquite, Tierras Blancas, Tomatlán, Tres Puertas, Valle de Majahuas (El Poblado), Vicente Guerrero (Las Lomas Coloradas), Viejo Nahuapa, Cabrel, El Jengibre.

### Flora y fauna

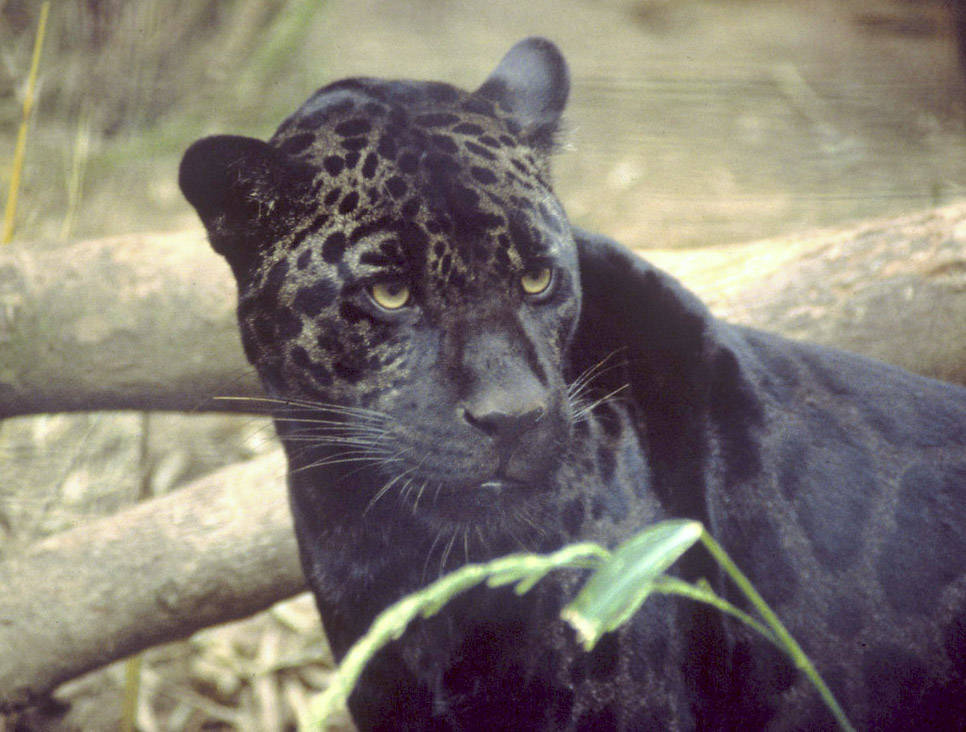
Fauna del municipio.

Su vegetación se compone básicamente de especies maderables, como: ocelote o barcino, parota, caoba, havillo, tampicirano, primavera, rosa morada, pino, roble y encino.
Una gran variedad de peces y aves, pequeños animales de praderas hasta grandes felinos como el tigrillo, el jaguar y el leoncillo habitan esta región.
Por su gran cercanía al mar la variedad de peces es muy grande, los manglares cuentan con gran cantidad de fauna marina, incluyendo a caimanes.

## Demografía

### Localidades
En el censo de 2020 el municipio de Tomatlán contaba con 176 localidades.
| Código INEGI      | Localidad              | Población (2020) |
| ----------------- | ---------------------- | ---------------- |
| 141000001         | Tomatlán               | 9 842            |
| 141000065         | José María Morelos     | 3 200            |
| 141000189         | José María Pino Suárez | 3 160            |
| 141000023         | Campo Acosta           | 3 153            |
| 141000034         | La Cruz de Loreto      | 1 819            |
| 141000167         | El Tule                | 1 510            |
| 141000159         | Tequesquite            | 1 224            |
| 141000053         | Gargantillo            | 1 046            |
| Otras localidades | Otras localidades      | 11 362           |
| Total municipal   | Total municipal        | 36 316           |

## Economía

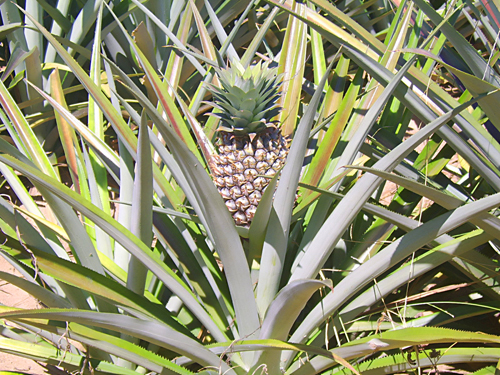
Cultivo de Piña.

Ganadería. Se cría ganado bovino, porcino, ovino y caprino. Además de aves y colmenas.
Agricultura. Destacan el maíz, sorgo, arroz, tabaco, sandía, plátano, mango, papaya, piña, girasol, chile, ajonjolí y palma de coco.
Comercio. Se cuenta con establecimientos que venden artículos de primera necesidad y los comercios mixtos que venden en pequeña escala artículos diversos.
Servicios. Se prestan servicios financieros, profesionales, técnicos, comunales, sociales, personales, turísticos y de mantenimiento.
Explotación forestal. Se explotan maderas preciosas como: el barcino, parota, caoba, habillo, cedro, tampicirano, primavera y rosa morada.
Industria. Existen actualmente pequeñas industrias en la cabecera municipal. Los principales ramos son la transformación de alimentos, productos lácteos, pasturas y la construcción.
Minería. Se encuentran las principales salinas del estado de Jalisco.
Pesca. Se captura principalmente lobina, pardo, róbalo y carpa.

## Turismo

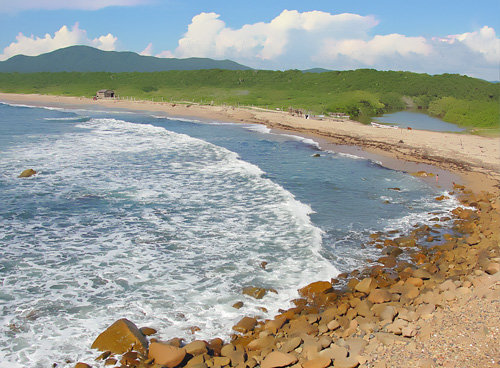
Playa Peñitas.

Conocido también como Gloria escondida, Tomatlán es el lugar que debes visitar, por el conjunto de playas que armonizan con su biodiversidad; Chalacatepec, Peñitas, Costa Majahuas, Punta las Peñitas, la impresionante Presa Cajón de Peñas; y el Templo de Santo Santiago Apóstol, todos juntos contribuyen con su toque característico de belleza. 
Playas y ríos
- Campamentos Tortugueros.
- Playa Cruz de Loreto.

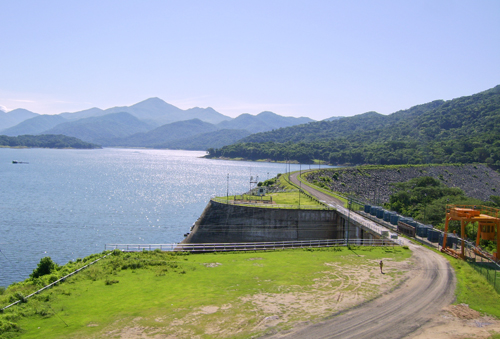
Presa Cajón de Peñas.

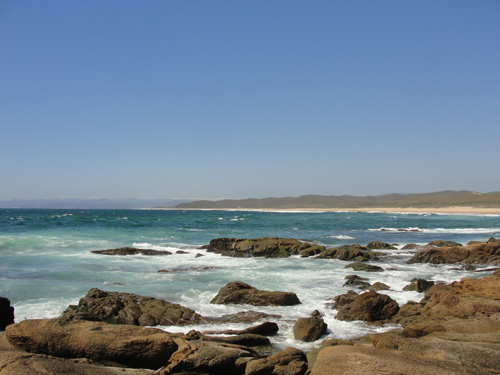
Chalacatepec.

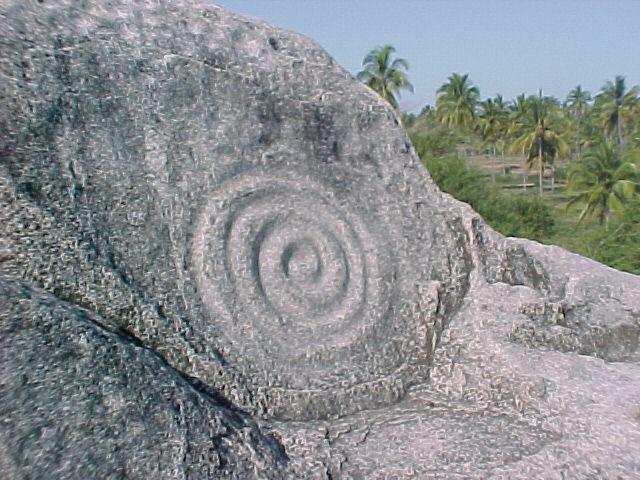
Piedra Pintada.

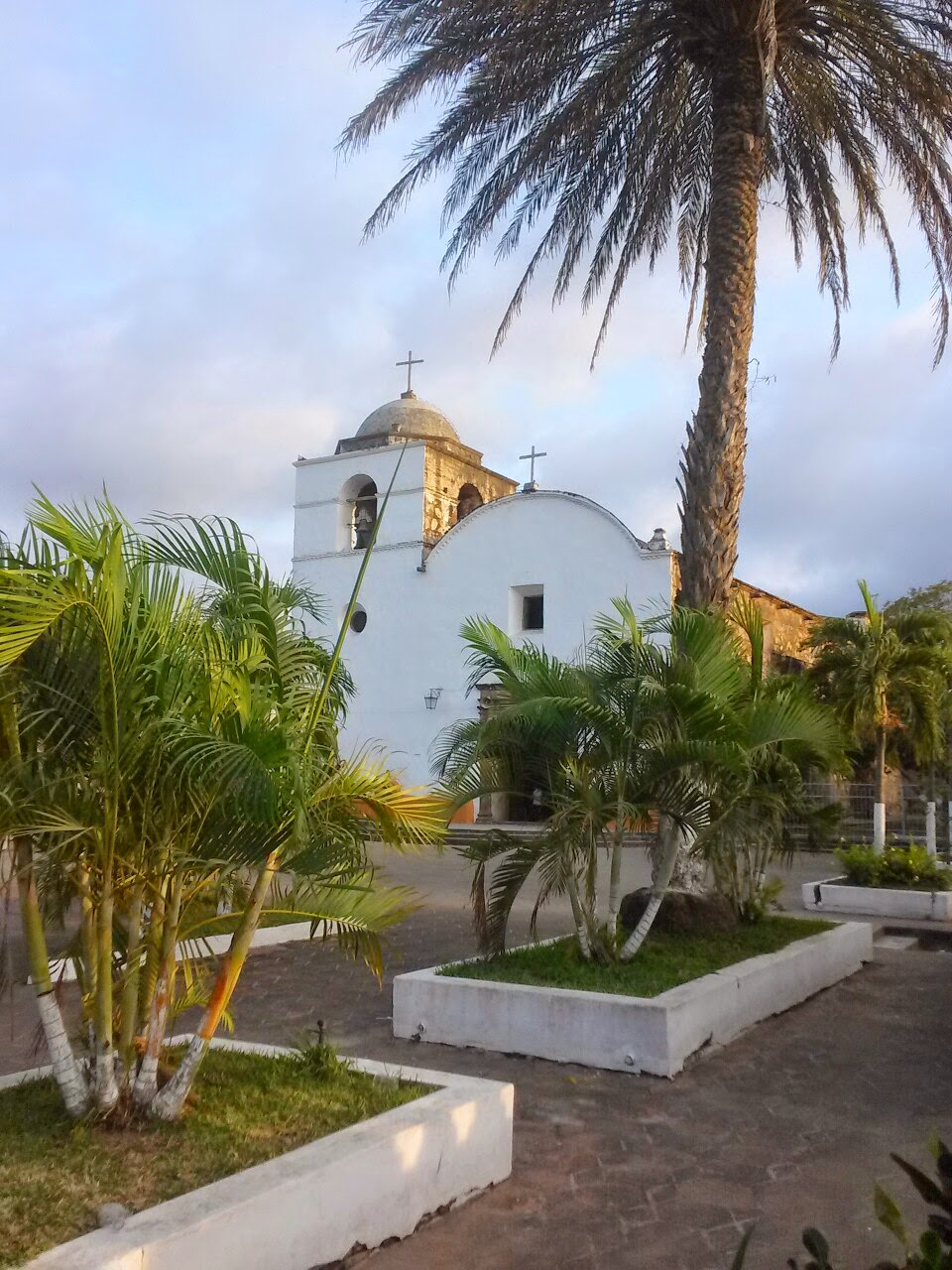
Templo Santo Santiago Apóstol

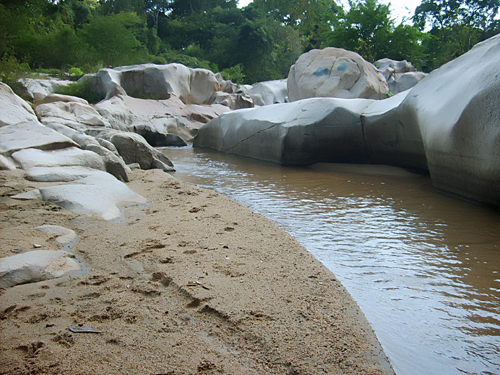
Río Tomatlán.

- Costa majahuas: Rodeada de abundante vegetación, es el santuario de gran variedad de aves, cocodrilos, y tortugas marinas.
- Playa Peñitas: Custodiada por Rocas, que hacen alusión a su nombre, en ella encontramos vestigios de nuestros antepasados. Es muy visitada en Semana Santa.
- Playa Peñitas de la cruz: Ideal para el velerismo, y la pesca, playa de oleaje tranquilo protegida por acantilados y exótica vegetación.
- Playa Chalacatepec: De Blancas Áreas, enmarcada por rocas y una extensa vegetación, que conjugan con la tranquilad de su oleaje.
- Estero el Chorro: Playa de fuerte oleaje, ideal para la pesca, de paisajes variados, de la tierra roja del camino, a verde vegetación y dunas blancas.
- Playa el Paramán
- Río Tomatlán
- Presa Cajón de Peñas: La Presa más grande del estado de Jalisco, rodeada de pintorescos paisajes verdes, que contrastan con el azul del cielo.

Sitios históricos
- La Pintada.
- Nahuapa.

Pintura
- La Peña Pintada (Pintura rupestre única en Mesoamérica).

Iglesias
- Templo de Santo Santiago Apóstol: Orgullo de los Tomatlenses, con más de 300 años de antigüedad esta joya se encuentra en el centro de Tomatlán.
- Santuario de la Virgen del Rosario de Talpa de Allende.

Artesanías
- Elaboración de: Talabartería, Sillas de montar, trabajos piteados, elaboración de figuras de chilte y muebles tallados en maderas preciosas.

Esculturas
- Escultura de la imagen de la Purísima.
- Escultura de la imagen del Señor de la Expiración.
- Petroglifos o Juego de Patolli (Arte rupestre).

## Fiestas
Fiestas civiles
- Fiestas Charro-Taurinas del 1 al 12 de mayo (fecha de iniciación y terminación varía cada año). habiendo charreadas, corridas de toros, serenatas con banda de música, charlotadas, “entierro del mal humor” peleas de gallos y bailes populares.
- También se realiza la expo-feria regional y el teatro del pueblo bajo el marco de estas fiestas.
- Fiestas patrias realizadas en el mes de septiembre

Fiestas religiosas
- Fiesta en honor a la Virgen del Rosario, celebrada entre los meses de enero y febrero
- Fiesta en honor al patrono Santo Santiago Apóstol. Del 17 al 25 de julio.
- Fiestas en honor a la Virgen María (8 de diciembre) y Guadalupana del 1 al 12 de diciembre.

## Gobierno

### Presidentes municipales
| Presidente municipal        | Período               | Partido político | Notas                                                                                |
| Trinidad Betancourt         | 1848                  |                  |                                                                                      |
| Juan de Dios Rodríguez      | 1849                  |                  |                                                                                      |
| Gregorio Betancourt         | 1871–1872             |                  |                                                                                      |
| Hilario Mariscal            | 1873–1875             |                  |                                                                                      |
| Genaro Menis                | 1877                  |                  |                                                                                      |
| Socorro Araiza              | 1878                  |                  |                                                                                      |
| J. de la Cruz Pérez         | 1879                  |                  |                                                                                      |
| Damián Barbosa              | 1880                  |                  |                                                                                      |
| Pedro Silva                 | 1880                  |                  |                                                                                      |
| J. de la Cruz Pérez         | 1881                  |                  |                                                                                      |
| Concepción Gómez            | 1881                  |                  |                                                                                      |
| Ambrosio Ríos               | 1881                  |                  |                                                                                      |
| Rafael Macedo               | 1884                  |                  |                                                                                      |
| Socorro Araiza              | 1885                  |                  |                                                                                      |
| Apolinar González           | 1885–1886             |                  |                                                                                      |
| Agustín Betancourt          | 1887                  |                  |                                                                                      |
| Apolinar González           | 1888                  |                  |                                                                                      |
| Fiacro Ríos                 | 1889                  |                  |                                                                                      |
| Apolinar González           | 1891–1892             |                  |                                                                                      |
| Rafael Macedo               | 1893                  |                  |                                                                                      |
| Norberto Betancourt         | 1894                  |                  |                                                                                      |
| Juan Rentería               | 1895                  |                  |                                                                                      |
| Manuel Arróniz              | 1896                  |                  |                                                                                      |
| Félix A. Fernández          | 1897                  |                  |                                                                                      |
| Norberto Betancourt         | 1898                  |                  |                                                                                      |
| Apolinar González           | 1899                  |                  |                                                                                      |
| Ambrosio Ríos               | 1900                  |                  |                                                                                      |
| Apolinar González           | 1901–1902             |                  |                                                                                      |
| Juan Betancourt             | 1903                  |                  |                                                                                      |
| Ambrosio Ríos               | 1904                  |                  |                                                                                      |
| Pedro J. Gavica             | 1905                  |                  |                                                                                      |
| Pedro Meléndez              | 1906                  |                  |                                                                                      |
| Hilario González            | 1907                  |                  |                                                                                      |
| Filiberto Guerrero          | 1908                  |                  |                                                                                      |
| Ramón Parra                 | 1909                  |                  |                                                                                      |
| Norberto Betancourt         | 1910                  |                  |                                                                                      |
| Filiberto Guerrero          | 1911                  |                  |                                                                                      |
| Salvador Camacho            | 1911                  |                  |                                                                                      |
| Pedro J. Gavica             | 1912–1913             |                  |                                                                                      |
| Gil Guijarro                | 1914–1915             |                  |                                                                                      |
| Feliciano Ramos             | 1916–1918             |                  |                                                                                      |
| Norberto Betancourt         | 1920                  |                  |                                                                                      |
| David González              | 1921                  |                  |                                                                                      |
| Gil Guijarro                | 1922                  |                  |                                                                                      |
| Félix A. Fernández          | 1923                  |                  |                                                                                      |
| Raúl Fernández Ríos         | 1924                  |                  |                                                                                      |
| Enrique Betancourt Salgado  | 1925                  |                  |                                                                                      |
| José María Díaz             | 1926                  |                  |                                                                                      |
| Enrique Santamaría Salgado  | 1927                  |                  |                                                                                      |
| Juan Rentería               | 1928–1929             |                  |                                                                                      |
| Cirilo Meléndez             | 1930                  | PNR              |                                                                                      |
| Enrique Santamaría Salgado  | 1931                  | PNR              |                                                                                      |
| Abel Salgado Meléndez       | 1932                  | PNR              |                                                                                      |
| Enrique Santamaría Salgado  | 1933                  | PNR              |                                                                                      |
| Abel Salgado Meléndez       | 1934                  | PNR              |                                                                                      |
| Ignacio Salgado Meléndez    | 1935–1936             | PNR              |                                                                                      |
| Pablo González Rodríguez    | 1937                  | PNR              |                                                                                      |
| Lorenzo Rico                | 1938                  | PRM              |                                                                                      |
| Braulio V. García           | 1939                  | PRM              |                                                                                      |
| Filiberto Cordero Gutiérrez | 1940                  | PRM              |                                                                                      |
| Ignacio Salgado Meléndez    | 1941                  | PRM              |                                                                                      |
| Juventino Virgen Macedo     | 1942                  | PRM              |                                                                                      |
| Juan Gaviño Domínguez       | 1943                  | PRM              |                                                                                      |
| Abel González Alatorre      | 1944                  | PRM              |                                                                                      |
| Pablo Santamaría Díaz       | 1945                  | PRM              |                                                                                      |
| Juan Gaviño Domínguez       | 1946                  | PRI              |                                                                                      |
| Gilberto Rentería Mariscal  | 1947–1948             | PRI              |                                                                                      |
| Jesús González Betancourt   | 1949                  | PRI              |                                                                                      |
| Gilberto Rentería Mariscal  | 1950                  | PRI              |                                                                                      |
| Amado Santamaría Díaz       | 1951                  | PRI              |                                                                                      |
| Gonzalo Muñoz Joya          | 1952                  | PRI              |                                                                                      |
| Diego Betancourt González   | 1953–1955             | PRI              |                                                                                      |
| Miguel Becerra Osorio       | 1956                  | PRI              |                                                                                      |
| Eduardo Fierros Villalobos  | 1957                  | PRI              |                                                                                      |
| Gonzalo Muñoz Joya          | 1958                  | PRI              |                                                                                      |
| Pablo Velasco Morales       | 1959–1960             | PRI              |                                                                                      |
| Gilberto Rentería Mariscal  | 1962–1964             | PRI              |                                                                                      |
| Pablo Velasco Morales       | 1965–1967             | PRI              |                                                                                      |
| Teresa Guerra Arrizon       | 1968–1970             | PRI              |                                                                                      |
| Martín Alba Mendoza         | 1971–1973             | PRI              |                                                                                      |
| Rigoberto Velázquez Navarro | 01-01-1974–31-12-1976 | PRI              |                                                                                      |
| Vidal Mora Castillo         | 01-01-1977–31-12-1979 | PRI              |                                                                                      |
| Armando Santamaría Palomera | 01-01-1980–31-12-1982 | PRI              |                                                                                      |
| Amado Galindo Plazola       | 01-01-1983–1983       | PRI              | Fue desaforado por haber ordenado el asesinato del regidor Adalberto Villa Hernández |
| Amado Santamaría Díaz       | 1983–31-12-1985       | PRI              | Interino                                                                             |
| Gabriel Becerra Ocampo      | 01-01-1986–31-12-1988 | PRI              |                                                                                      |
| Bertha González Rubio       | 01-01-1989–1992       | PRI              |                                                                                      |
| Antonio Sahagún Virgen      | 1992–1995             | PRI              |                                                                                      |
| Javier Delgadillo Mancilla  | 1995–1997             | PRI              |                                                                                      |
| José Zárate Camarillo       | 01-01-1998–31-12-2000 | PRD              |                                                                                      |
| Óscar Estrella Bonilla      | 01-01-2001–31-12-2003 | PRI              |                                                                                      |
| Nélida Gutiérrez Rodríguez  | 01-01-2004–31-12-2006 | PRD              |                                                                                      |
| Soledad Meléndez González   | 01-01-2007–31-12-2009 | PRI              |                                                                                      |
| Juventino Sahagún Virgen    | 01-01-2010–30-09-2012 | PRI Panal        | Coalición "Alianza por Jalisco"                                                      |
| Saúl Galindo Plazola        | 01-10-2012–30-09-2015 | PRD              |                                                                                      |
| Jorge Luis Tello García     | 01-10-2015–30-09-2018 | PAN PRD          |                                                                                      |
| Jorge Luis Tello García     | 01-10-2018–30-09-2021 | PAN PRD MC       | Fue reelegido el 01-07-2018                                                          |
| Daniel Ruiz Benavides       | 01-10-2021–           | MC               |                                                                                      |